# 富岡町 (熊本県)
富岡町（とみおかまち）は、熊本県の南部、天草郡にかつてあった町である。

## 歴史
- 1889年4月1日 - 町村制施行。一町単独町政として発足。
- 1949年（昭和24年）5月 - 熊本県に昭和天皇の戦後巡幸。天皇は、九州大学付属天草臨海実験所を視察後、富岡小学校校庭で町民の奉迎を受けた[1]。
- 1955年1月1日 - 坂瀬川村、志岐村と合併し苓北町となる。

## 学校
- 富岡町立富岡小学校